# Born This Way (Glee)
«Born This Way» es el decimoctavo episodio de la segunda temporada de la serie de televisión estadounidense Glee y el cuadragésimo de su cómputo general. Escrito por Brad Falchuk y dirigido por Alfonso Gomez-Rejon, su trama se inspiró en la canción «Born This Way» de Lady Gaga, que es, además, versionada por parte del elenco. El episodio cuenta con las versiones de otros cuatro temas, todas lanzadas como sencillos en formato digital y cuatro de ellas incluidas en las séptima y octava bandas sonoras de la serie, Glee: The Music Presents the Warblers y Glee: The Music, Volume 6.
Santana (Naya Rivera) se postula a reina del baile escolar con la esperanza de ganar el amor de su amiga Brittany (Heather Morris). Inicia una relación falsa con el popular deportista Dave Karofsky (Max Adler), quien también es homosexual, y le convence para pedir disculpas a Kurt (Chris Colfer) por la intimidación a la que lo sometió, lo que desencadena su regreso al instituto. Lauren (Ashley Fink) y Quinn (Dianna Agron) también se presentan a reina del baile y Rachel (Lea Michele) considera hacerse una rinoplastia. Mientras tanto, Will (Matthew Morrison) enseña a sus alumnos a autoaceptarse y Emma (Jayma Mays) inicia el tratamiento de su trastorno obsesivo-compulsivo.
El estreno de «Born This Way», emitido el 26 de abril de 2011 en Estados Unidos por la cadena Fox, consiguió una audiencia media de 8,616 millones de espectadores y una cuota de pantalla de 3,4/9 en la franja demográfica que incluye a las personas de entre 18 y 49 años. Estas cifras suponen un descenso con respecto al episodio anterior, «A Night of Neglect», y la audiencia más baja de la segunda temporada.

## Trama
Durante un ensayo de baile para el concurso nacional de coros, Finn (Cory Monteith) rompe accidentalmente la nariz a Rachel (Lea Michele). Su médico (George Wyner) la recomienda que aproveche la ocasión para realizarse una rinoplastia y Rachel considera como modelo la nariz de Quinn (Dianna Agron). Finn y Puck (Mark Salling) se oponen a la cirugía y este último intenta ayudar a Rachel a aceptar su nariz como parte de su herencia judía. Por su parte, Kurt (Chris Colfer) trata de convencerla para que siga a su ídolo, Barbra Streisand, quien se negó a sucumbir a la presión para operarse su nariz, y Rachel, finalmente, decide no someterse a la cirugía.
Lauren (Ashley Fink) se postula para reina del baile e intenta sabotear la campaña de Quinn, quien también es candidata a la corona. Tras investigar junto a Puck, descubre que el verdadero nombre de Quinn es Lucy y que antes de llegar al Instituto McKinley tenía sobrepeso y se realizó una rinoplastia. Lauren revela la información al resto de estudiantes, pero acaba aumentando la popularidad de Quinn y, humillada, se disculpa con su compañera. Quinn, no obstante, la elogia por estar orgullosa de sí misma.
Con el fin de ayudarles a autoaceptarse, Will (Matthew Morrison) propone a sus alumnos imprimir su defecto en una camiseta que todos llevarán puesta durante la interpretación del tema «Born This Way» de Lady Gaga. También alienta a Emma (Jayma Mays) a participar para que se enfrente a su trastorno obsesivo-compulsivo. Ella visita a una terapeuta y admite sentirse avergonzada por su enfermedad. La Dra. Shane (Kathleen Quinlan) la prescribe una dosis baja de ISRS y finalmente Emma toma la medicina e imprime una camiseta con la palabra «TOC».
Santana (Naya Rivera) planea postularse también para reina del baile escolar con la esperanza de ganar el amor de Brittany (Heather Morris). Con el fin de aumentar su popularidad, maquina un plan para que Kurt regrese al McKinley, aparentemente para reforzar las posibilidades que el coro gane el concurso nacional. Además, después de verle mirando a Sam (Chord Overstreet), Santana se da cuenta de que el popular deportista Dave Karofsky (Max Adler) también es homosexual, por lo que sugiere que ambos se hagan pasar por pareja y le «rehabilita», ya que su intimidación fue la causa de que Kurt se marchara del instituto. Karofsky pide disculpas a Kurt, quien decide regresar al McKinley y, con el propósito de educar al deportista, propone que funden el club PFLAG en el instituto. Brittany trata de ayudar a Santana a salir del armario e imprime para ella una camiseta con la palabra «Libanesa», al confundirla con «Lesbiana». Santana se niega a unirse a la interpretación de «Born This Way», pero se pone la camiseta que Brittany le dio.

## Producción
El episodio tiene una duración de noventa minutos, anuncios publicitarios incluidos, a diferencia de los sesenta habituales. Michael Ausiello de TVLine informó que los productores incluirían dos actuaciones musicales adicionales para llenar el intervalo de tiempo extendido. El cocreador de la serie Ian Brennan explicó que sin la extensión del episodio, estas dos canciones habrían sido cortadas debido a su larga duración. Agradeció los veinticuatro minutos adicionales y comentó: «Siempre estamos reduciendo desesperadamente nuestros episodios. Incluso cuando los escribimos, y luego en la sala de montaje siempre estamos desechando material que realmente me encantaría incluir».
Cory Monteith, en una entrevista para Entertainment Weekly publicada el 14 de marzo de 2011, reveló que él y el resto del reparto se encontraban filmando dos episodios distintos en ese momento: «A Night of Neglect» y «Born This Way». Sobre este último, además, comentó que se centraría en la aceptación de aquellas cosas de sí mismos que no les gustan a los personajes y en la adaptación de sus interpretaciones a ellas. El entrevistador, ante el título del episodio, supuso que en él se mostraría al homófobo Dave Karofsky ((Max Adler)) aceptando su verdadera sexualidad y Monteith confirmó sus sospechas. El arco argumental que trata el maltrato físico y psicológico al que se encuentran sometidas algunas personas por su sexualidad fue planeado por el equipo de Glee durante la primera temporada y, motivado por los suicidios de varios adolescentes homosexuales en Estados Unidos, el cocreador Ryan Murphy decidió decicar el sexto episodio «Never Been Kissed» a este tema. En él, el acoso al que Karofsky somete a Kurt (Chris Colfer), el único alumno abiertamente homosexual del instituto, se agrava. Cuando Kurt decide hacer frente al matón, este le besa y amenaza con matarle si revela que es homosexual, provocando el traspaso de Kurt a otro instituto. «Born This Way» continúa la trama de dicho episodio e introduce en ella a Santana Lopez (Naya Rivera), otro personaje homosexual decidida a no revelarlo. Murphy explicó que, aunque alguien como Karofsky podría recurrir a las drogas, el alcohol, o el suicidio, Glee es «optimista por naturaleza» y a él le encanta tanto Max Adler como su personaje, por lo que tiene previsto que la historia tenga un final feliz.
Además de Adler, en «Born This Way» aparecen como artistas invitados los actores que interpretan a los miembros del coro Mike Chang(Harry Shum, Jr.), Sam Evans (Chord Overstreet) y Lauren Zizes (Ashley Fink), el líder del coro rival Blaine Anderson (Darren Criss), el deportista Azimio (James Earl), el director Figgins (Iqbal Theba), y el padre de Dave, Paul Karofsky (Daniel Roebuck). El episodio marca la primera aparición de la artista invitada Kathleen Quinlan como la Dra. Shane, «una psiquiatra muy lista, guay y amable» que podría convertirse en personaje recurrente.

## Música

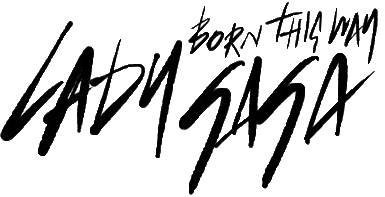
«Born This Way es un sencillo de Lady Gaga que sirvió de inspiración para este episodio. En la imagen, el logo del mismo.

El episodio se centra en la canción «Born This Way» de Lady Gaga, cuyo uso por parte de Glee fue aprobado por la cantante antes de que fuera lanzada.Stack, Tim (8 de enero de 2011). «Glee' exclusive: Season 2 to feature more Gwyneth and Gaga!». Entertainment Weekly (en inglés). Time Inc. Consultado el 1 de mayo de 2010.</ref> Después de «Theatricality», ubicado en la primera temporada, este fue el segundo episodio de la serie en el que se destacó la música de Gaga. Además de «Born This Way», otras cuatro canciones son versionadas en el episodio. Rachel Berry (Lea Michele) y Quinn Fabray (Dianna Agron) realizan un mash-up de «I Feel Pretty» del musical West Side Story y «Unpretty» de TLC ante sus compañeros del coro, mientras que Finn Hudson (Cory Monteith) versiona y baila junto a Mike Chang (Harry Shum, Jr.) «I've Gotta Be Me» de Sammy Davis, Jr. El coro The Warblers, liderado por Blaine Anderson (Darren Criss), canta «Somewhere Only We Know» de Keane para despedir a Kurt (Chris Colfer) a su marcha de la Academia Dalton y este versiona «As If We Never Said Goodbye» del musical Sunset Boulevard tras su regreso al Instituto McKinley. Además, «Barbra Streisand» de Duck Sauce es bailado por buena parte del reparto en un flashmob acontecido en un centro comercial. Las cinco versiones fueron lanzadas como sencillos en formato digital. «Somewhere Only We Know» fue incluido en la séptima banda sonora de la serie, Glee: The Music Presents the Warblers, y «Born This Way», «I Feel Pretty/Unpretty» y «As If We Never Said Goodbye» formaran parte de la octava banda sonora, Glee: The Music, Volume 6.
Sandra Gonzalez de Entertainment Weekly comentó, días antes de la emisión de «Born This Way», que no podía escuchar una sola vez la versión de «Somewhere Only We Know» y que sus primeros treinta segundos, particularmente, le ponían la «piel de gallina». En la crítica del episodio que realizó posteriormente, puntuó la canción con un A+ y sugirió que todos los miembros de The Warblers «deberían cambiar de escuela y formar un supergrupo con New Directions». Michael Slezak de TV Line calificó la interpretación con una B y la describió como «otra canción bonita cantada bien por Darren Criss». Erica Futterman de Rolling Stone comentó que «Mientras que el resto de The Warblers mantiene su fachada estoica, Blaine muestra la emoción suficiente para hacer de esta agridulce canción de Keane una simple, pero potente, interpretación».
Brett Berk de Vanity Fair dio una puntuación de tres estrellas sobre cinco posibles a la versión de «Born This Way» y realizó un juego de palabras con su título para tacharla de aburrida. Sandra Gonzalez la puntuó con una "B+" y comentó que no fue su número grupal favorito, aunque lo atribuyó a su opinión sobre la versión original, mientras que Michael Slezak le concedió una "A-" y destacó que «fue agradable ver y oír a Tina, Mercedes y Kurt como voces principales — en lugar, quiero decir, de Blaine, Rachel y el Sr. Schue». Erica Futterman, por su parte, no entró a valorar la versión debido a que las voces de los actores fueron modificadas mediante Auto-Tune para parecerse a la de Lady Gaga.

## Recepción

### Emisión y audiencia
El estreno de «Born This Way», emitido el 26 de abril de 2011 en Estados Unidos por la cadena Fox, consiguió una audiencia media de 8,616 millones de espectadores. Esta cifra, la más baja de la segunda temporada, supone un descenso de un 11% con respecto al episodio anterior, «A Night of Neglect», que fue visto por 9,799 millones de espectadores. La compañía Nielsen, que se encarga de medir las audiencias de televisión en Estados Unidos, divide a los espectadores en franjas demográficas y, generalmente, la más valorada es aquella que incluye a las personas de entre 18 y 49 años. «Born This Way» alcanzó un 3,4% de rating (cuota sobre el total de hogares con televisor, esté o no conectado) y un 9% de share (cuota sobre el total que televisores que sí están conectados) en dicha franja. Estos datos, al igual que la audiencia total, suponen un descenso con respecto a «A Night of Neglect», que obtuvo un 3,8% y un 11%, respectivamente, y situaron al programa como el octavo más visto de la semana en esta franja demográfica. Glee se mantuvo como el tercer programa más visto durante la primera hora del episodio, por detrás de Dancing with the Stars (ABC) y la reposición de NCIS (CBS), y descendió a la cuarta posición durante la última media hora al ser superado por el estreno de The Voice (NBC), la reposición de NCIS: Los Ángeles (CBS) y nuevamente Dancing with the Stars (ABC).

### Crítica
A través de su cuenta en Twitter, Lady Gaga comentó: «Realmente me encanta el episodio "Born This Way" de Glee. Admiro el programa por ser valiente y combativo en tales mensajes sociales modernos. Rendirse jamás».
"Born This Way" recibió una recepción positiva por parte de muchos críticos de la prensa. Erica Futterman de Rolling Stone y Sandra Gonzalez de Entertainment Weekly consideraron que era una mejora respecto al episodio anterior. Futterman escribió que "nos dio la trama, el ingenio y las líneas de trama lo suficientemente ingeniosas como para ser plausibles que nos faltaban mucho después del previsible" episodio de la semana pasada, y agregó: "Aún mejor: el episodio no se sintió tan durante los 90 minutos que duró". Robert Canning de IGN le dio al episodio una calificación" excelente "de 8 sobre 10. Aunque dijo que el episodio fue entretenido, sintió que no era necesario que durara una hora. y medio. Emily Yahr, de The Washington Post, estuvo de acuerdo con la extensión, y no le gustó lo que ella llamó "intentos aburridos de llenar el tiempo", lo que dijo "le restó valor a lo que comenzó como un episodio decente". Sin embargo, citó varias "historias prometedoras", incluida la de Rachel, y señaló: "Por lo general, la líder de New Directions, Rachel Berry, es una caricatura de todas las cosas molestas, pero en este episodio, la vemos realmente luchando con querer amarse a sí misma de la manera ella es". Bobby Hankinson, del Houston Chronicle, lo resumió de la siguiente manera: "No es un episodio épico, es una especie de ... meh". Amy Reiter de Los Angeles Times reaccionó de manera más positiva y escribió: "El episodio de 90 minutos tuvo un montón de risas, mucho corazón, algunas buenas lecciones, desarrollo del personaje, algunos buenos números y más que algunas sorpresas ".
Varios críticos elogiaron el desarrollo de santana. Hankinson escribió: "Dios mío, Santana. Es como si todos los escritores estuvieran sentados alrededor de una habitación, identificaron las mejores líneas del episodio de esta noche y luego decidieron dárselas a Santana. Fantástico". VanDerWerff llamó a Santana el punto culminante de episodio: "Lo mejor de este episodio es el trabajo de Naya Rivera como Santana y la historia que los tres escritores han cocinado para ella. Rivera realmente se ha convertido en la suya esta temporada, pasando de una animadora maliciosa genérica a un personaje real que tiene motivaciones y podría ser un mejor villano para el show que Sue". Añadió, "la historia de Santana al darse cuenta de que estaba enamorada de Brittany y por lo tanto, es probable que una lesbiana haya sido bien trazada y sorprendentemente profunda. La revelación sobre Santana no ha borrado sus cualidades menos sabrosas; de hecho, las ha mejorado. , hasta cierto punto, mientras lucha por ser fiel a sí misma y aún mantener su estatus como la chica más sexy de la escuela ". Jenna Mullins de E! Online escribió a Santana: "Este episodio acaba de cimentar mi amor por ella. El insulto al comienzo del episodio fue increíblemente cruel". También dijo que el "monólogo interior de Santana es a menudo más entretenido que los monólogos externos de otros personajes". Lisa Respers France, de CNN, consideró a Santana como el punto culminante del episodio, y continuó escribiendo: "Abrazó a su lesbiana interior (más o menos) y recitó las mejores [líneas] como 'la única recta que soy es la [perra]". Tienes que amar eso".
Algunos críticos reaccionaron negativamente al episodio. Scott Pierce, de The Salt Lake Tribune, sintió que el espectáculo había saltado al tiburón a partir de este episodio. Sintió que la historia de Kurt tenía algunos defectos importantes, y que los mensajes que se envían se han mezclado. El episodio fue objeto de críticas por parte de varios conservadores, quienes consideraron la descripción de la homosexualidad como algo abrasivo. En una entrevista con ABC News, el crítico de medios conservador Dan Gainor sintió que era la "última iniciativa depravada de Ryan Murphy para promover su agenda gay". Añadió: "Esta es claramente la visión de Ryan Murphy de lo que debería ser crecer, no la mayoría de los estadounidenses. Es una escuela secundaria a la que la mayoría de los padres no querrían enviarles a sus hijos".

### Música

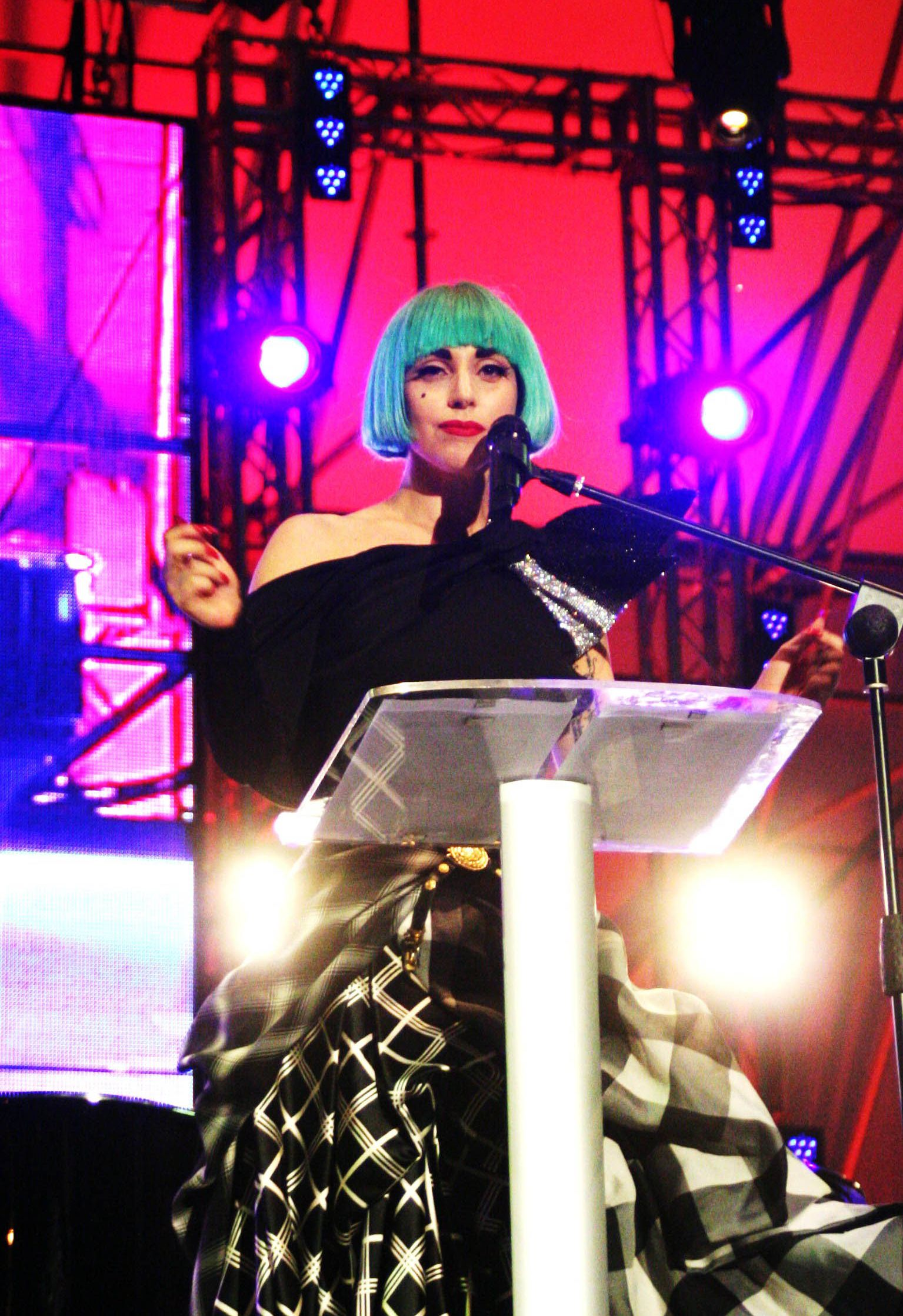
Lady Gaga tuvo una reacción positiva sobre la interpretación de "Born This Way".

Las actuaciones musicales y las versiones del episodio recibieron comentarios generalmente positivos. González declaró que le encantó la elección de las canciones, y Meghan Brown, de The Atlantic, opinó que este episodio tenía la mejor selección musical de un episodio de Glee en mucho tiempo. Flandez elogió que fueran «canciones a medida con peso emocional».
Los críticos reaccionaron mayoritariamente con elogios por el mash-up de «I Feel Pretty/Unpretty». González calificó la actuación con un sobresaliente y comentó: "Aunque una parte de mí habría dicho que juntar a Rachel y Quinn para un dueto sería como poner a un pit bull a pelear en una jaula con un maltipoo, ¡en realidad funcionó! Hubo un tono sorprendentemente equilibrado e increíblemente encantador". Los tres autores de la crítica de The Atlantic elogiaron la mezcla: Patrick Burns dijo que era hermosa, y señaló que «el arreglo era inteligente, las damas sonaban muy bien, y la canción se coloca perfectamente en la trama de dos personajes que fueron restaurados un poco de su profundidad en este episodio», Brown declaró que la canción era preciosa, y Kevin Fallon consideró que era «inesperadamente hermosa e inquietante», y señaló que era "un ejemplo más de lo hábiles que son los directores de música en estos mash-ups. Semigran opinó que fue la mejor actuación de la noche, y Michael Slezak, de TVLine, le dio un sobresaliente y dijo que era »una pieza vocal y visualmente impresionante para el dúo más improbable". Flandez comentó que la canción «flotaba como un hilo de araña entre Rachel y Quinn mientras vertían los sentimientos de los patitos feos», y Futterman escribió: «Es un momento conmovedor, y la inclusión de “I Feel Pretty” de West Side Story es una gran mezcla de pop y teatro que nos recuerda lo que Glee es en el fondo».
La interpretación de Kurt de «As If We Never Said Goodbye» también fue aclamada por la crítica. Brown declaró que la canción era «absolutamente impresionante en todos los sentidos imaginables». Ella pensó que tenía la conexión emocional, la musicalidad y la capacidad de contar historias «a la perfección». González dio a la canción un «A-» y escribió: «Kurt aparentemente recogió algunas notas útiles ... de sus hermanos Warbler y emergió como un cantante solista aún mejor de lo que recuerdo. ... Lo más agradable, sin embargo, fue la ternura que Kurt añadió a la canción, que no creo que pudiera haber sido duplicada por ningún otro miembro de este conjunto». Slezak elogió la voz de Kurt, calificó la canción con un «sobresaliente» y dijo: «Creo que no hemos tenido demasiados momentos musicales fuertes de Kurt esta temporada, pero este número, que llevó el falsete de Chris Colfer a alturas impresionantes, contribuyó en gran medida a borrar el déficit». Futterman pensó que era »un momento más dulce que «Rose's Turn» de la temporada pasada, pero las notas altas y las grandes voces siguen ahí. Berk le dio tres de cinco estrellas y lo calificó de «encantador y apropiadamente sentimental». Zoller Seitz calificó la actuación de «fascinante» y concluyó: «Chris Colfer convierte "As if We Never Said Goodbye" en un himno al autoconocimiento y la superación personal, y en el sueño de un joven cantante gay de tratar el mundo como un escenario y dominarlo como una estrella».
La interpretación de New Directions de «Born This Way» fue muy bien acogida por Lady Gaga. En su cuenta de Twitter, escribió: "Me encantó el episodio Born This Way de Glee. Admiro el espectáculo por ser valiente+luchar por mensajes sociales tan modernos. Nunca los eches a atrás". González calificó la actuación con un notable alto y comentó que no era su número favorito del grupo, sobre todo porque pensaba que la canción "no era el mejor esfuerzo [de Lady Gaga]". Berk fue menos amable con la canción y la calificó de "canción cutre pero temáticamente admirable de Gaga", aunque le dio tres estrellas de cinco. Slezak le dio un sobresaliente y aprobó la interpretación: "Fue agradable ver y oír a Tina, Mercedes y Kurt como voces principales, en lugar de, por ejemplo, Blaine, Rachel y el Sr. Schue".
El dúo de Finn y Mike en «I Gotta Be Me» fue considerado «sorprendentemente adorable» por Berk, que le dio cuatro estrellas de cinco. Slezak quedó menos impresionado: «El arreglo de la banda de jazz y la coreografía en la que Mike le enseña a Finn algunos movimientos eran bonitos, supongo, pero no es una buena señal que me pasara la mitad del número centrándome en la camiseta verde a juego y los cordones de los zapatos de Mike». Siguió cuestionando la inclusión de la canción - «En un episodio sobre enfrentarse a las mayores inseguridades adolescentes, me pregunto si no habría habido una mejor elección para un solo que la del popular jugador de fútbol con la novia animadora lamentándose de su incapacidad para bailar»- y finalmente calificó la actuación con un «B-». Futterman también comentó la selección de la canción, aunque desde un ángulo ligeramente diferente: «En teoría, es encantadora -y hay momentos en los que el intercambio “yo puedo bailar/tú no puedes bailar” que resultan agradables-, pero nunca nos hubiéramos imaginado esta canción como algo que Finn hubiera elegido voluntariamente».
«Somewhere Only We Know», interpretada por Blaine y los Warblers, recibió un sobresaliente de González, a quien le encantó la canción y comentó que iba a «echar de menos a los Warblers». Slezak calificó la actuación con un notable y dijo que «no puede enfadarse demasiado por otra bonita canción bien cantada por Darren Criss". La actuación fue aclamada por Futterman, que escribió: «Mientras el resto de los Warblers mantienen su estoica fachada, Blaine muestra suficiente emoción para hacer de esta agridulce melodía de Keane una actuación sencilla, pero poderosa».
La actuación en el centro comercial de "Barbra Streisand" fue considerada sin sentido por González, quien le dio una «C», su calificación más baja del episodio. Futterman disfrutó de la actuación, pensando que era "el momento más divertido del episodio y supera al 'Baile de Seguridad' del año pasado para los números de Glee hechos en un centro comercial". Slezak también reaccionó positivamente a la actuación, dándole una "B+".